# Xã Secord, Michigan
Xã Secord (tiếng Anh: Secord Township) là một xã thuộc quận Gladwin, tiểu bang Michigan, Hoa Kỳ. Năm 2010, dân số của xã này là 1.151 người.